# Primera División 2020-21 (kvinder)
Primera División Femenina de Fútbol 2020–21 var den 33. udgave af Spaniens bedste række indenfor kvindefodbold og den 20. siden starten af Superliga Femenina. Ligaen skulle starte den 5. september 2020 og slutte den 20. juni 2020. Det blev dog udsat til den 3. oktober.
Barcelona var forsvarende mestre og genvandt mesterskabet.

## Hold
At. de Madrid

Rayo

Real Madrid

Madrid CFF
Eibar og Santa Teresa rykkede op fra Segunda División Pro. Tacón ændrede sit navn til Real Madrid efter at holdet blev en del af Real Madrid CF.

### Stadion og placeringer
| Hold               | Hjemby                     | Stadion                       | Capacitet |
| ------------------ | -------------------------- | ----------------------------- | --------- |
| Athletic Club      | Bilbao                     | Instalaciones de Lezama       | 3.200     |
| Atlético de Madrid | Madrid                     | Centro Deportivo Wanda        | 2.500     |
| Barcelona          | Barcelona                  | Johan Cruyff                  | 6.000     |
| Betis              | Seville                    | Luis del Sol                  | 1.300     |
| Deportivo          | A Coruña                   | Cidade Deportiva de Abegondo  | 1.000     |
| Eibar              | Eibar                      | Unbe                          | 500       |
| Espanyol           | Barcelona                  | Dani Jarque                   | 2.500     |
| Granadilla         | Granadilla de Abona        | La Palmera                    | 2.700     |
| Levante            | Valencia                   | Campo Municipal El Terrer     | 600       |
| Logroño            | Logroño                    | Las Gaunas                    | 16.250    |
| Madrid CFF         | San Sebastián de los Reyes | Estadio Matapiñonera          | 3.500     |
| Rayo Vallecano     | Madrid                     | Ciudad Deportiva              | 2.500     |
| Real Madrid        | Madrid                     | Ciudad Real Madrid - Campo 11 | 400       |
| Real Sociedad      | San Sebastián              | Zubieta                       | 2.500     |
| Santa Teresa       | Badajoz                    | Nuevo Vivero                  | 15.198    |
| Sevilla            | Seville                    | Jesús Navas                   | 5.000     |
| Sporting de Huelva | Huelva                     | Nuevo Colombino               | 21.670    |
| Valencia           | Valencia                   | Antonio Puchades              | 3.000     |

## Stillingen
| Pos | Hold               | K  | V  | U  | T  | M+  | M- | MF   | P  | Kvalifikation eller nedrykning                  |
| --- | ------------------ | -- | -- | -- | -- | --- | -- | ---- | -- | ----------------------------------------------- |
| 1   | Barcelona          | 34 | 33 | 0  | 1  | 167 | 15 | +152 | 99 | Kvalifikation til Champions League gruppespil   |
| 2   | Real Madrid        | 34 | 23 | 5  | 6  | 75  | 33 | +42  | 74 | Kvalifikation til Champions League anden runde  |
| 3   | Levante            | 34 | 21 | 7  | 6  | 68  | 44 | +24  | 70 | Kvalifikation til Champions League første runde |
| 4   | Atlético de Madrid | 34 | 18 | 9  | 7  | 61  | 32 | +29  | 63 |                                                 |
| 5   | Real Sociedad      | 34 | 18 | 7  | 9  | 66  | 44 | +22  | 61 |                                                 |
| 6   | Granadilla         | 34 | 17 | 7  | 10 | 58  | 46 | +12  | 58 |                                                 |
| 7   | Madrid CFF         | 34 | 16 | 5  | 13 | 49  | 44 | +5   | 53 |                                                 |
| 8   | Sevilla            | 34 | 12 | 9  | 13 | 42  | 50 | −8   | 45 |                                                 |
| 9   | Valencia           | 34 | 11 | 11 | 12 | 51  | 60 | −9   | 44 |                                                 |
| 10  | Sporting de Huelva | 34 | 12 | 8  | 14 | 37  | 48 | −11  | 44 |                                                 |
| 11  | Athletic Club      | 34 | 11 | 7  | 16 | 43  | 60 | −17  | 40 |                                                 |
| 12  | Betis              | 34 | 9  | 8  | 17 | 34  | 62 | −28  | 35 |                                                 |
| 13  | Rayo Vallecano     | 34 | 8  | 10 | 16 | 37  | 58 | −21  | 34 |                                                 |
| 14  | Eibar              | 34 | 9  | 6  | 19 | 32  | 62 | −30  | 33 |                                                 |
| 15  | Deportivo          | 34 | 8  | 5  | 21 | 39  | 81 | −42  | 29 | Nedrykning til Segunda División                 |
| 16  | Espanyol           | 34 | 6  | 7  | 21 | 31  | 70 | −39  | 25 | Nedrykning til Segunda División                 |
| 17  | Logroño            | 34 | 5  | 9  | 20 | 32  | 60 | −28  | 24 | Nedrykning til Segunda División                 |
| 18  | Santa Teresa       | 34 | 6  | 6  | 22 | 23  | 76 | −53  | 24 | Nedrykning til Segunda División                 |

## Statistik
| Nr. | Spiller          | Hold        | Mål |
| --- | ---------------- | ----------- | --- |
| 1   | Jennifer Hermoso | Barcelona   | 31  |
| 2   | Esther González  | Levante     | 29  |
| 3   | Asisat Oshoala   | Barcelona   | 18  |
| 4   | Alexia Putellas  | Barcelona   | 18  |
| 5   | Kosovare Asllani | Real Madrid | 16  |

RFEF official website 
| Nr. | Spiller                | Hold      | Assists |
| --- | ---------------------- | --------- | ------- |
| 1   | Caroline Graham Hansen | Barcelona | 18      |
| 2   | Jennifer Hermoso       | Barcelona | 14      |
| 3   | Aitana Bonmatí         | Barcelona | 11      |
| 4   | Lieke Martens          | Barcelona | 11      |
| 5   | Marta Torrejón         | Barcelona | 10      |

RFEF officiel website 